# Der Oesterreichische Beobachter
Der Oesterreichische Beobachter war eine österreichische Tageszeitung, die von 1810 bis 1848 in Wien erschien. Anfangs erschien die Zeitung dreimal wöchentlich, ab 1811 werktäglich und ab März desselben Jahres täglich. Der Titel variierte zeitweise leicht zu Oesterreich'scher Beobachter oder auch Oesterreichischer Beobachter. Ihr Vorgänger bis 1809 und gleichzeitig Nachfolger ab 1848 war die ebenfalls in Wien erschienene Oesterreichische Zeitung.